# European BEST Engineering Competition
La Competición Europea de Ingeniería BEST (EBEC) es una competición anual organizada por el Consejo de Estudiantes Europeos de Tecnología  (Board of European Students of Technology, BEST).
Esta competición, en la que participan 32 países,  tiene la misión de potenciar el desarrollo y la formación de los estudiantes, mediante la resolución de problemas reales de ingeniería. Los estudiantes, en equipos de cuatro, deben resolver un reto multidisciplinar, lo que fomenta la diversidad entre los participantes al involucrar a todas las ramas de la ingeniería. Los problemas que se plantean se agrupan en dos modalidades: Team Design, donde el equipo tendrá que construir un prototipo a partir de un enunciado y Case Study, en el que el equipo tendrá que exponer su solución al problema dado.
EBEC reúne a estudiantes, universidades, empresas, instituciones y ONGs, potenciando las habilidades personales y el conocimiento multidisciplinar y su aplicación en la resolución en equipo de problemas de la vida real.
La competición proporciona una formación complementaria a los estudios universitarios, ya que los participantes tienen la oportunidad de aplicar los conocimientos adquiridos a lo largo de sus estudios en retos y desafíos personales, lo que les permite ampliar sus horizontes y desarrollar su creatividad y sus habilidades comunicativas. En definitiva, EBEC apoya y promociona la educación tecnológica en un entorno multicultural.
La ronda final de la EBEC 2016 (EBEC Final) se celebrará en Belgrado del 1 al 10 de agosto, en la que participarán 120 estudiantes.

## Historia
Las competiciones de ingeniería BEST están inspiradas en las Competiciones de Ingeniería de Canadá (Canadian Engineering Competitions, CEC), organizadas por la Federación Canadiense de Estudiantes de Ingeniería (Canadian Federation of Engineering Students, CFES).
Los miembros de BEST visitaron CEC en 2002 y en ese mismo año se decidió organizar este tipo de competiciones durante la Asamblea General.  La primera BEST European Engineering Competition (EBEC) se organizó en Eindhoven en 2003, la primera ronda nacional (National Round) en Portugal en 2006 y la primera ronda final (EBEC Final) en Gante en 2009. Los finalistas fueron seleccionados entre los 2300 participantes de 51 universidades en 18 países diferentes, lo que marcó la culminación de la pirámide EBEC.

## Estructura
EBEC se desarrolla a través de tres niveles de competiciones que forman la pirámide EBEC.
Con 84 Rondas locales, 15 Rondas Nacionales / Regionales y 1 Ronda final, EBEC es una de las competiciones de ingeniería más grandes organizadas por estudiantes para estudiantes de Europa, con una participación de casi 7.000 estudiantes cada dos años.

### Rondas locales (Local rounds)

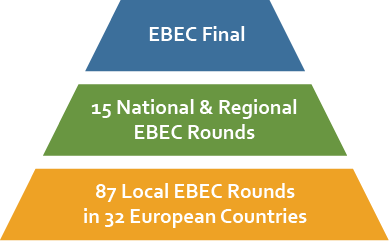
EBEC Pyramid

Las rondas locales (LRS) se llevan a cabo dentro de una Universidad a través de un grupo de BEST local (Local BEST Group, LBG). El equipo ganador de cada categoría pasa a la siguiente ronda.

### Rondas Nacionales / Regionales (National/Regional Round)
Las rondas Nacionales / Regionales (NRR) se llevan a cabo dentro de un país o de una región multinacional y se organizan por un LBG de ese país o región. Los equipos ganadores en las rondas locales compiten en la misma categoría, para ganar su puesto en la ronda final. En la actualidad, hay un total de 15 rondas nacionales / regionales.
| Rondas Nacionales / Regionales       | Rondas locales                                                                    |
| EBEC Alpe-Adria                      | Erlagen, Graz, Ljubljana, Maribor, Zagreb                                         |
| EBEC Balcanes                        | Belgrado, Mostar, Nis, Novi Sad, Podgorica, Skopje                                |
| EBEC Báltico                         | Ekaterinburg, Ekaterimburgo UrFU, Kaunas, Moscú, Riga, San Petersburgo, Tallin    |
| EBEC Benelux                         | Aquisgrán, Bruselas, Bruselas ULB, Delft, Gante, Lovaina, Lieja, Louvain-la-Neuve |
| EBEC Central                         | Praga, Brno, Bratislava, Kosice, Veszprém, Budapest                               |
| EBEC Francia                         | ENSAM, ENSTA ParisTech, Lyon, París Ecole Centrale, París Polytechnique, Supélec  |
| EBEC Grecia                          | Atenas, Chania, Patras, Tesalónica                                                |
| EBEC Italia                          | Messina, Milán, Nápoles, Roma, Roma Tor Vergata, Trento, Turín                    |
| EBEC Nórdica                         | Copenhague, Gotemburgo, Helsinki, Estocolmo, Tampere, Trondheim, Uppsala          |
| EBEC Polonia                         | Gdansk, Gliwice, Cracovia, Lodz, Varsovia, Wroclaw                                |
| EBEC Portugal                        | Almada, Aveiro, Coímbra, Lisboa, Oporto                                           |
| EBEC Rumania y República de Moldavia | Brasov, Bucarest, Chisináu, Cluj-Napoca, Iasi, Timisoara                          |
| EBEC España                          | Barcelona, Madrid, Madrid, Carlos III, Las Palmas, Valencia, Valladolid           |
| EBEC Turquía                         | Ankara, Esmirna, Estambul, Estambul Yildiz                                        |
| EBEC Ucrania                         | Kiev, Lviv, Zaporizhzhya, Vínnitsa                                                |

### Final de EBEC (EBEC final)
La EBEC Final es uno de los eventos más relevantes de BEST. Organizada por un LBG, estudiantes procedentes de más de 80 grandes universidades europeas, se reúnen durante 10 días para trabajar en múltiples tareas en un entorno internacional. Durante el evento, los participantes también tienen la oportunidad de conocer a personas de diferentes orígenes culturales, de conocer la ciudad anfitriona y de entrar en contacto con empresas de alto perfil que están presentes en la feria de empleo que se celebra el último día del evento.

## Categorías

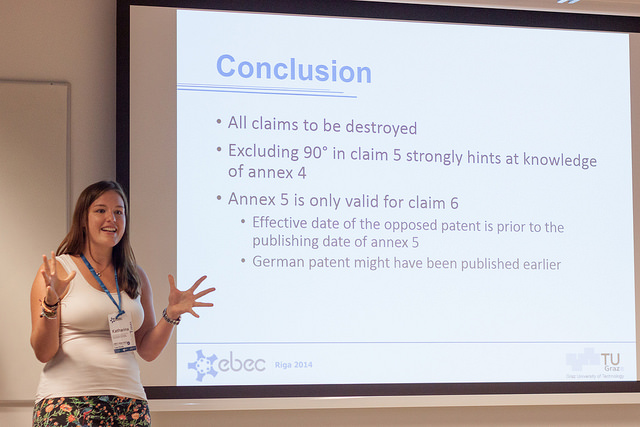
EBEC Case Study

La EBEC ha ido evolucionando incluyendo diferentes categorías, como por ejemplo debates o negociaciones, hasta su formato actual, que comprende las categorías de Case Study y Team Design.

### Case Study
Case Study (CS) es un desafío teórico, en el que la resolución del problema requiere análisis, investigación, deliberación, ensayo y presentación de una solución para un problema actual de naturaleza económica, legal o social. La solución deberá entregarse en un plazo de tiempo restringido y teniendo en cuenta recursos como el tiempo y el dinero.

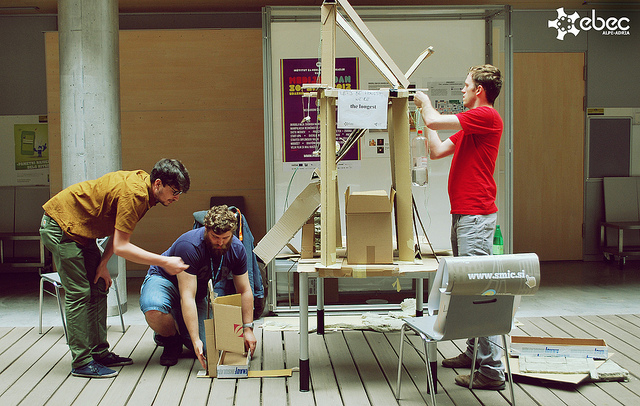
More details
EBEC Team Design

### Team Design
Team Design (TD) consiste en un desafío práctico, basado en un proyecto que requiere diseño, creación y presentación de un prototipo capaz de satisfacer plenamente unos criterios de construcción y operación específicos. El modelo debe ser creado dentro de una cantidad limitada de tiempo y utilizando exclusivamente los materiales proporcionados a los participantes. 

## Descripción general del concurso
Hasta la fecha se han organizado siete ediciones de EBEC :
| EBEC 2009 | Gante, Bélgica - 1 al 12 de agosto          |
| EBEC 2010 | Cluj-Napoca, Rumanía - 1 de al 11 de agosto |
| EBEC 2011 | Estambul, Turquía - 1 al 11 de agosto       |
| EBEC 2012 | Zagreb, Croacia - 1 al 8 de agosto          |
| EBEC 2013 | Varsovia, Polonia - 1 al 9 de agosto        |
| EBEC 2014 | Riga, Letonia - 1 al 9 de agosto            |
| EBEC 2015 | Oporto, Portugal - 2 al 11 de agosto        |

### EBEC 2009

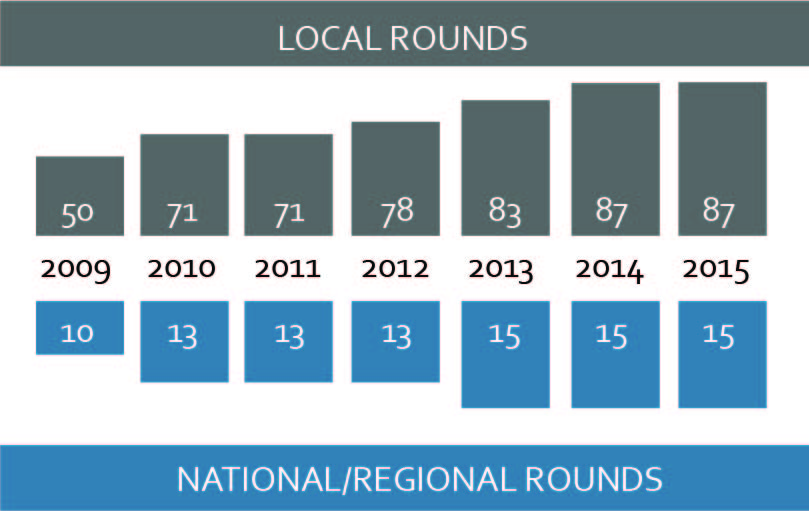

La EBEC Final fue organizada por primera vez por el grupo local de BEST en Gante, en agosto de 2009. En esta edición participaron 80 finalistas procedentes de 51 universidades y 81 países,  lo que supuso un total de 2300 concursantes en total, teniendo en cuenta las rondas previas.
Este evento fue apoyado por la UNEP, que planteó un problema real para la categoría de Team Design, y además fue reconocido como miembro del Año Europeo de la Creatividad y la Innovación.

### EBEC 2010
EBEC mantuvo su desarrollo con 71 universidades técnicas formando parte de este proyecto. De un total de 5000 estudiantes que participaron en las fases previas en 31 países, se seleccionaron 104 finalistas que se reunieron en Cluj-Napoca para la fase final.

### EBEC 2011
En la tercera edición, las fases locales reunieron a 79 universidades técnicas, aportando más de 5000 estudiantes, de los cuales 104 tuvieron la oportunidad de viajar a Estambul en la fase final. Más de 200 miembros de BEST contribuyeron a la realización y al desarrollo de este proyecto.

### EBEC 2012
EBEC Final 2012 se organizó en Zagreb con 4 días de trabajo, un día oficial de apertura y otro de cierre. Además, se cotó con un día libre, en el que los participantes tuvieron la oportunidad de visitar la ciudad de Zagreb.

### EBEC 2013
La quinta edición de la EBEC final tuvo lugar en Varsovia e involucró a 83 universidades técnicas de Europa, constó de 15 rondas nacionales/regionales y participaron un total de 6500 estudiantes.

### EBEC 2014
87 rondas locales, más de 6000 participantes, 116 finalistas y más de 500 miembros de BEST de 32 países contribuyeron en la exitosa preparación de la sexta edición de la EBEC Final en Riga.

### EBEC 2015
En 2015, EBEC Final se llevó a cabo en Porto, alcanzando el número máximo de participantes hasta ahora (120) y estableciendo altos estándares para las próximas ediciones.

## Recepción
EBEC es una competición que se extiende por toda Europa llegando a miles de estudiantes, universidades y empresas. Sin embargo,  lo que hace que la EBEC sea un evento único no son sólo las cifras y los resultados técnicos, sino el denominado "espíritu EBEC". Una atmósfera que rodea a la competición que consiste en el trabajo en equipo, la creatividad interrelacionada con el conocimiento y el esfuerzo para sacar lo mejor de uno mismo. Esto es lo que hace que estudiantes apasionados quieran participar y trabajar para obtener la mejor solución, lo que hace que las empresas quieran apoyar la competición de nuevo y, por supuesto, lo que hace que los miembros de BEST trabajen cada vez con más pasión para organizar la competición.
Esto es lo que conecta a todas estas personas con un objetivo común. "Diseña el futuro. Hoy.".

### Premios y nominaciones
La EBEC Final de Porto en 2015 fue calificada como el mejor proyecto de Portugal y avanzó a la siguiente ronda del European Charlemagne Youth Prize.

### Patrocinadores
La EBEC es apoyado por muchas instituciones y organismos, como la UNESCO, Young in Action, la Sociedad Europea para la Enseñanza de la Ingeniería (SEFI) o el Instituto de Ingenieros Eléctricos y Electrónicos.
Algunas de las universidades que han apoyado a la EBEC durante los últimos años son: Universidad Aristóteles de Tesalónica, Universidad Técnica Checa de Praga, Universidad Tecnológica de Graz, Universidad Técnica Nacional de Atenas (NTUA), Universidad Tecnológica de Silesia en Gliwice, Universidade do Porto e Yildiz Teknik Universitesi.

### Acreditación
La EBEC está empezando a ser considerado por las universidades como un proyecto de alta calidad que contribuye a la formación de los estudiantes tanto como las enseñanzas regladas.

La Universidad de Porto fue la primera universidad en reconocer la participación asignando créditos ECTS a los participantes.

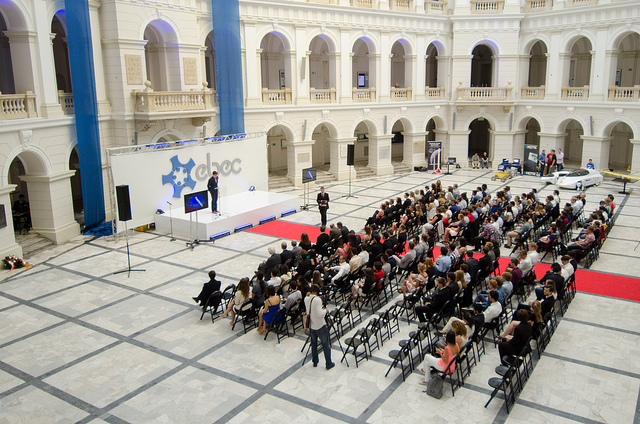
Official Opening Warsaw 2013
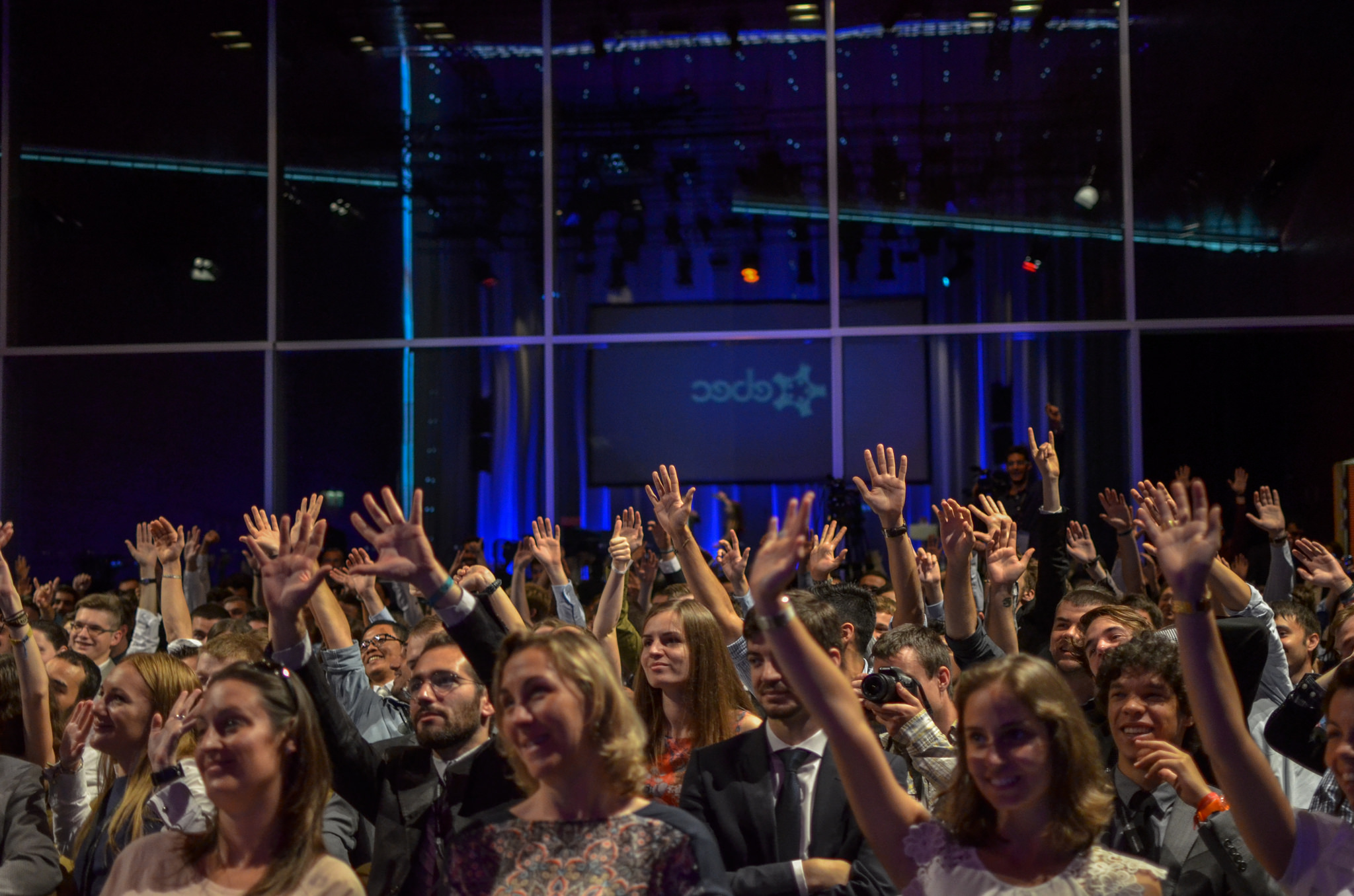
Official Opening Porto 2015
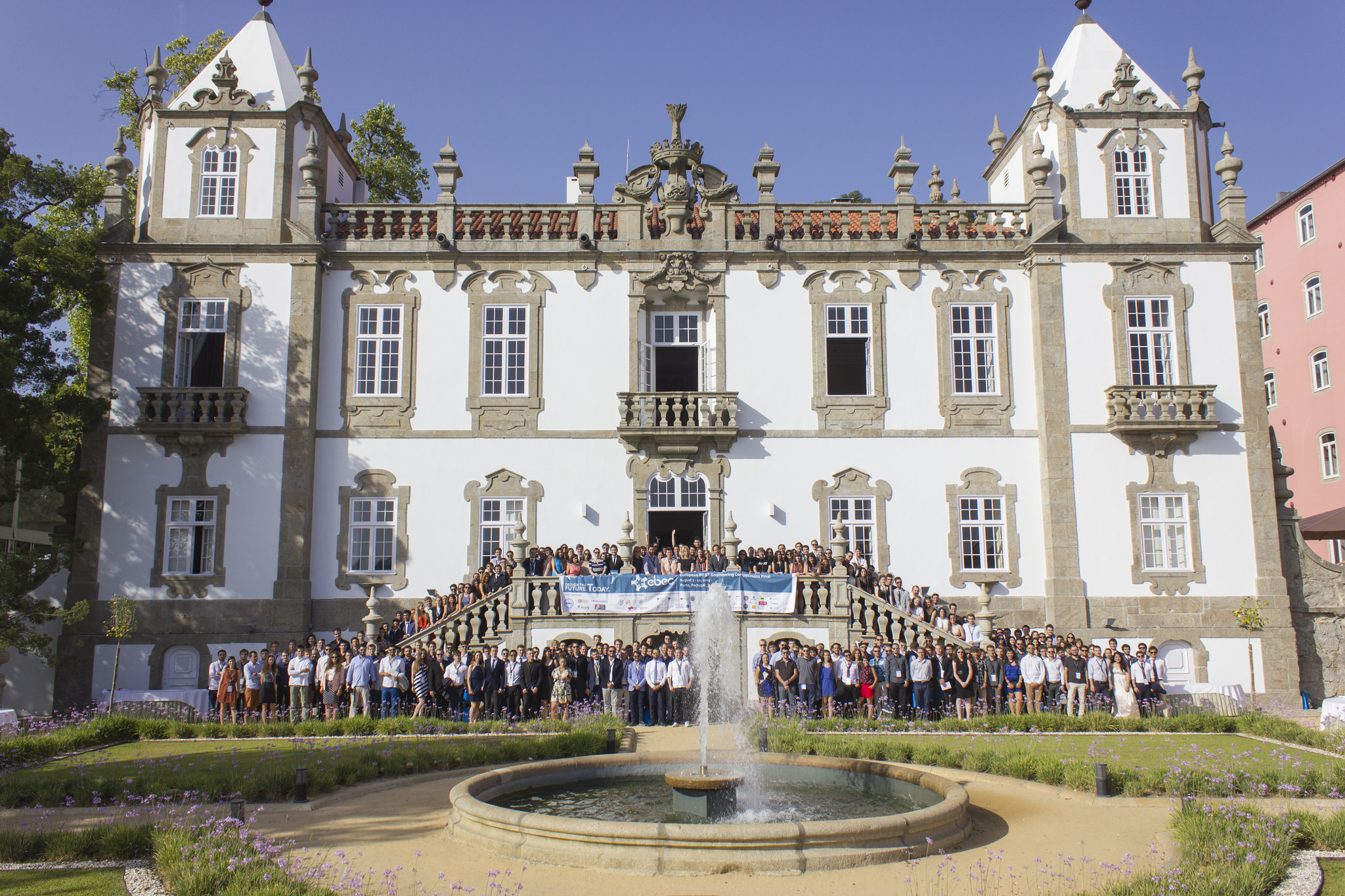
EBEC Porto 2015
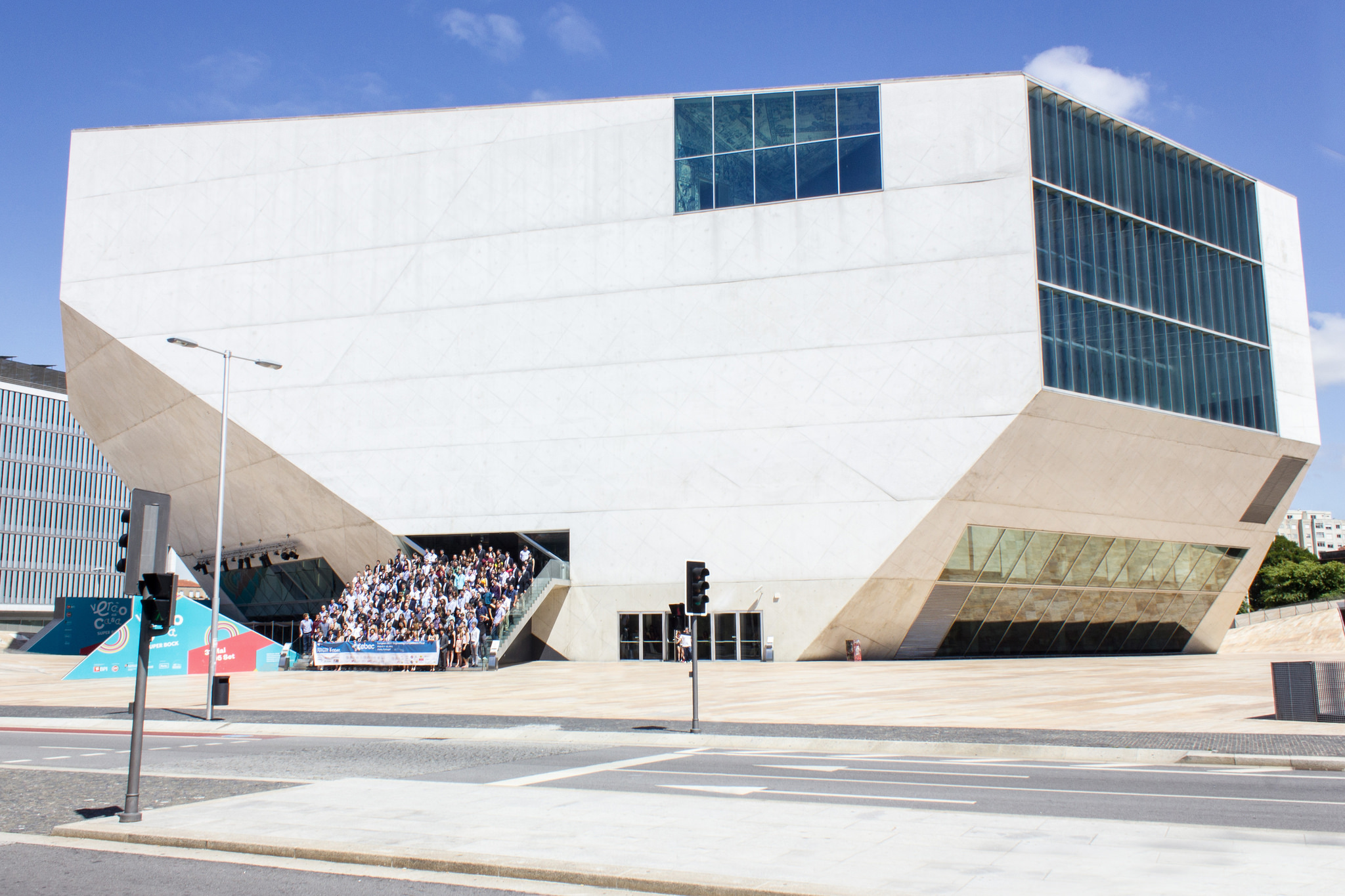
Group Picture Porto 2015
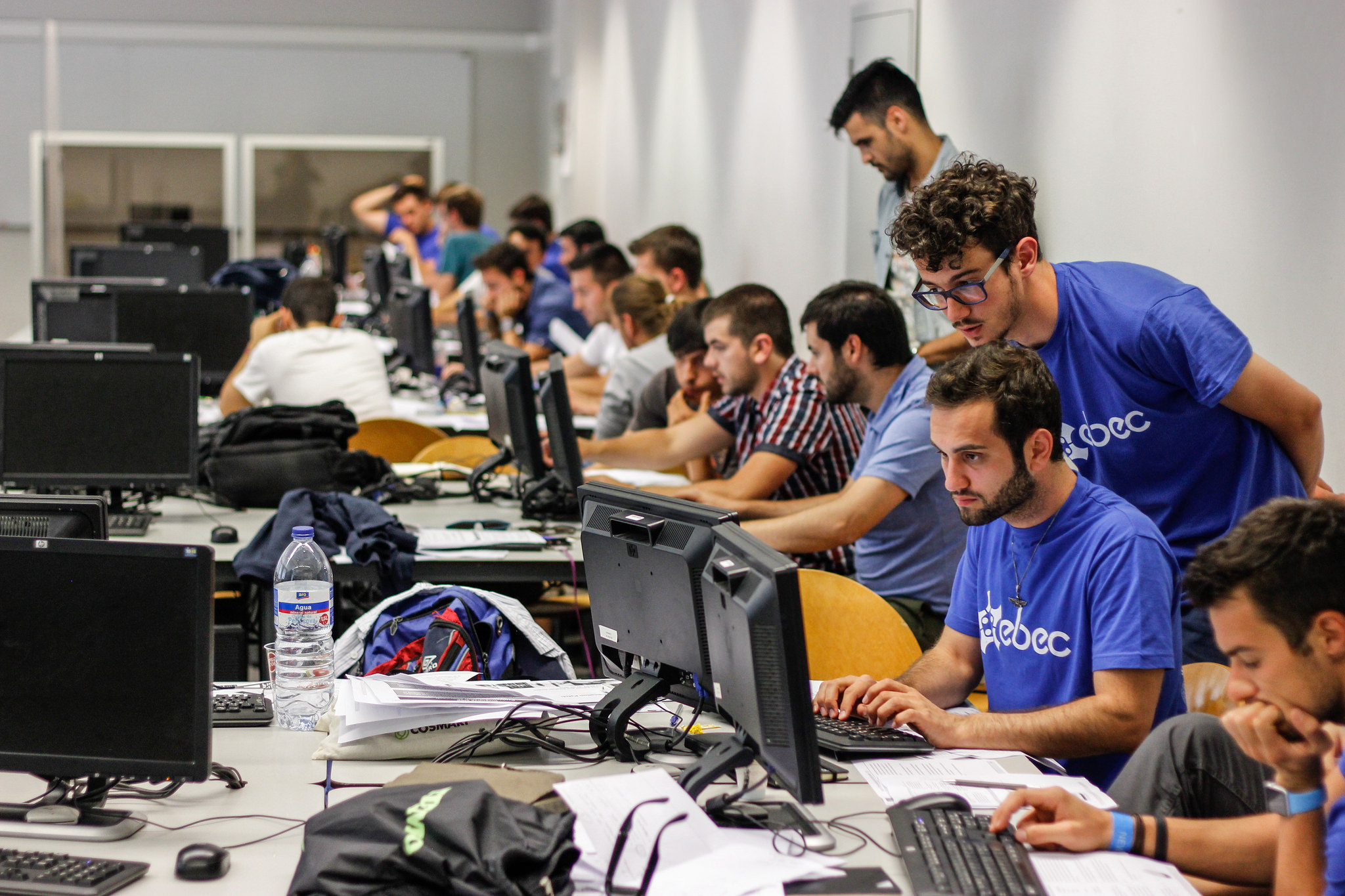
Case Study Caption 1
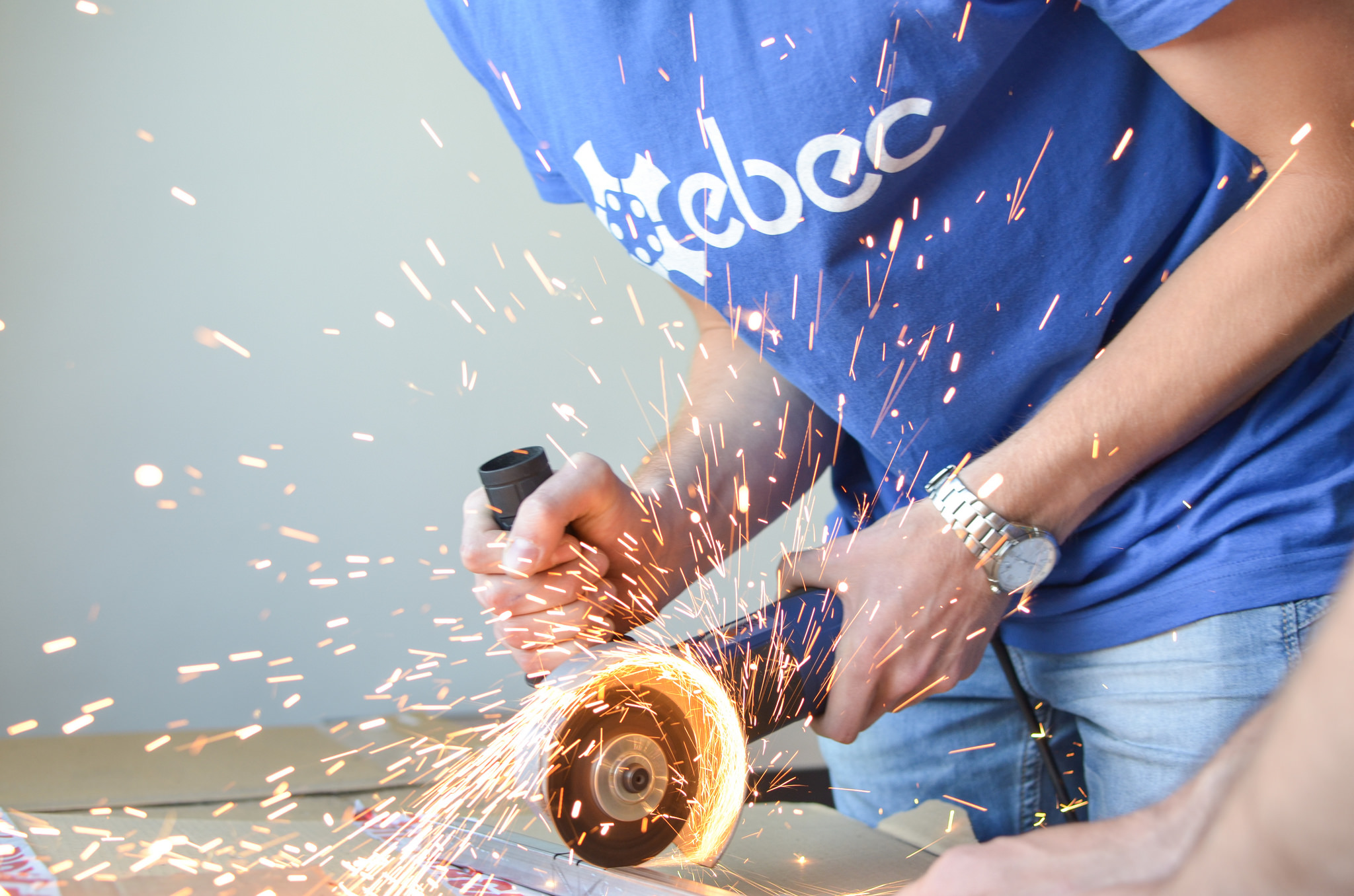
Team Design Caption 1
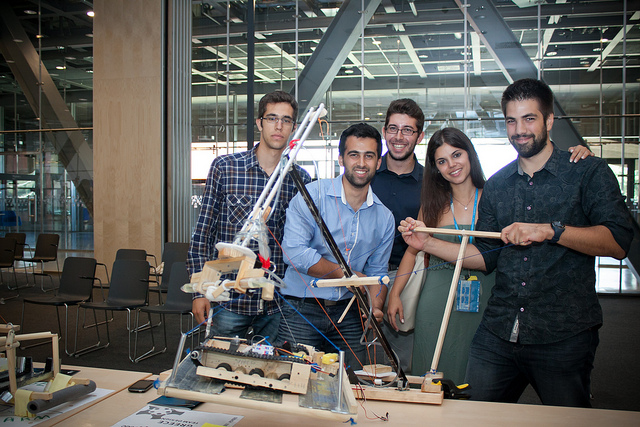
Team Design Caption 2
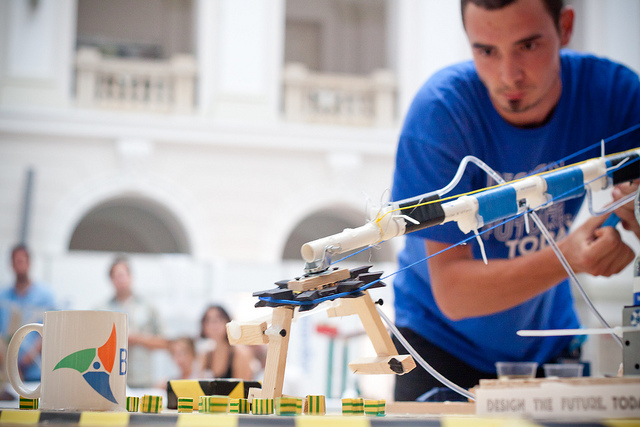
Team Design Caption 3
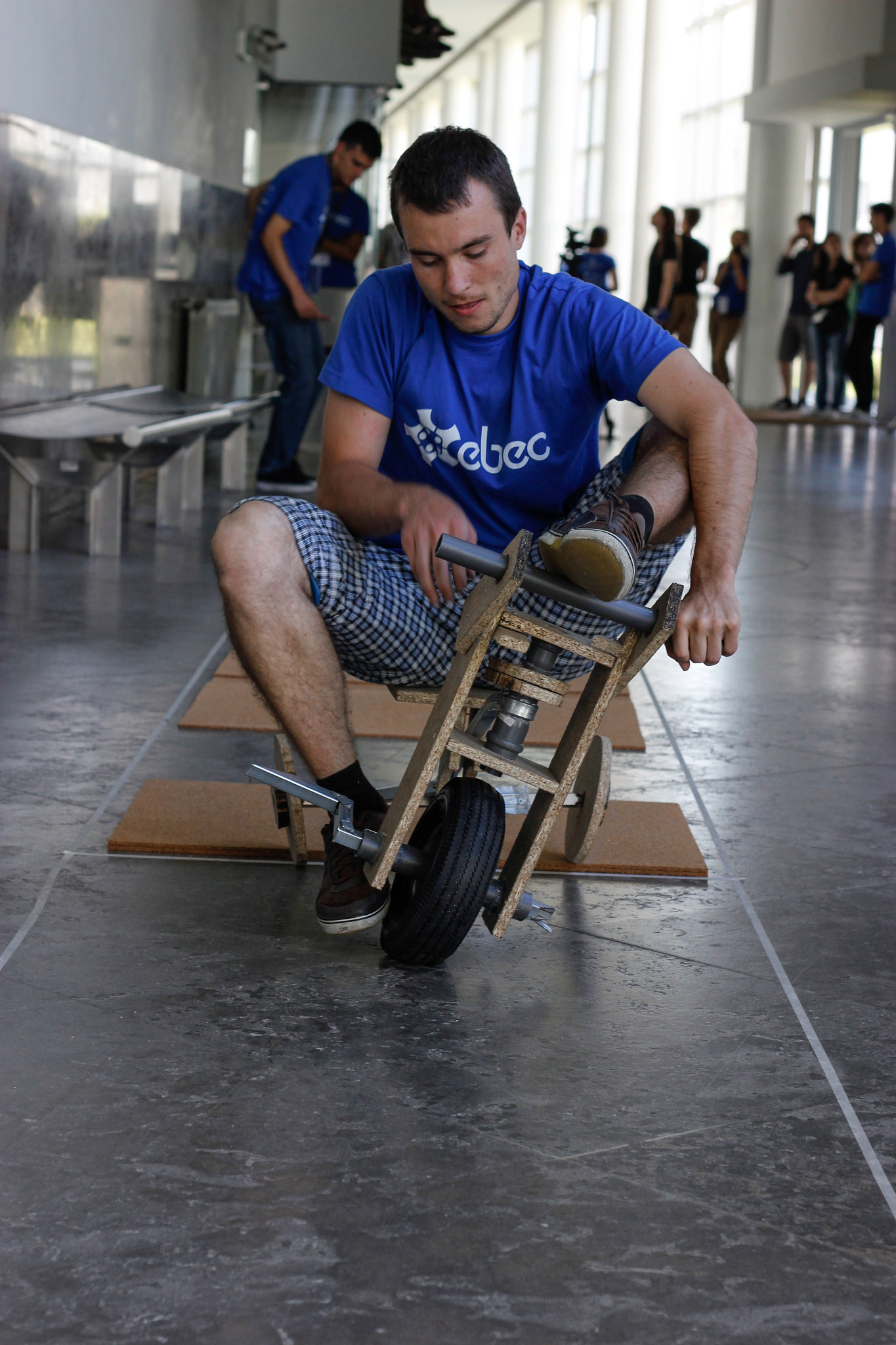
Team Design Caption 4
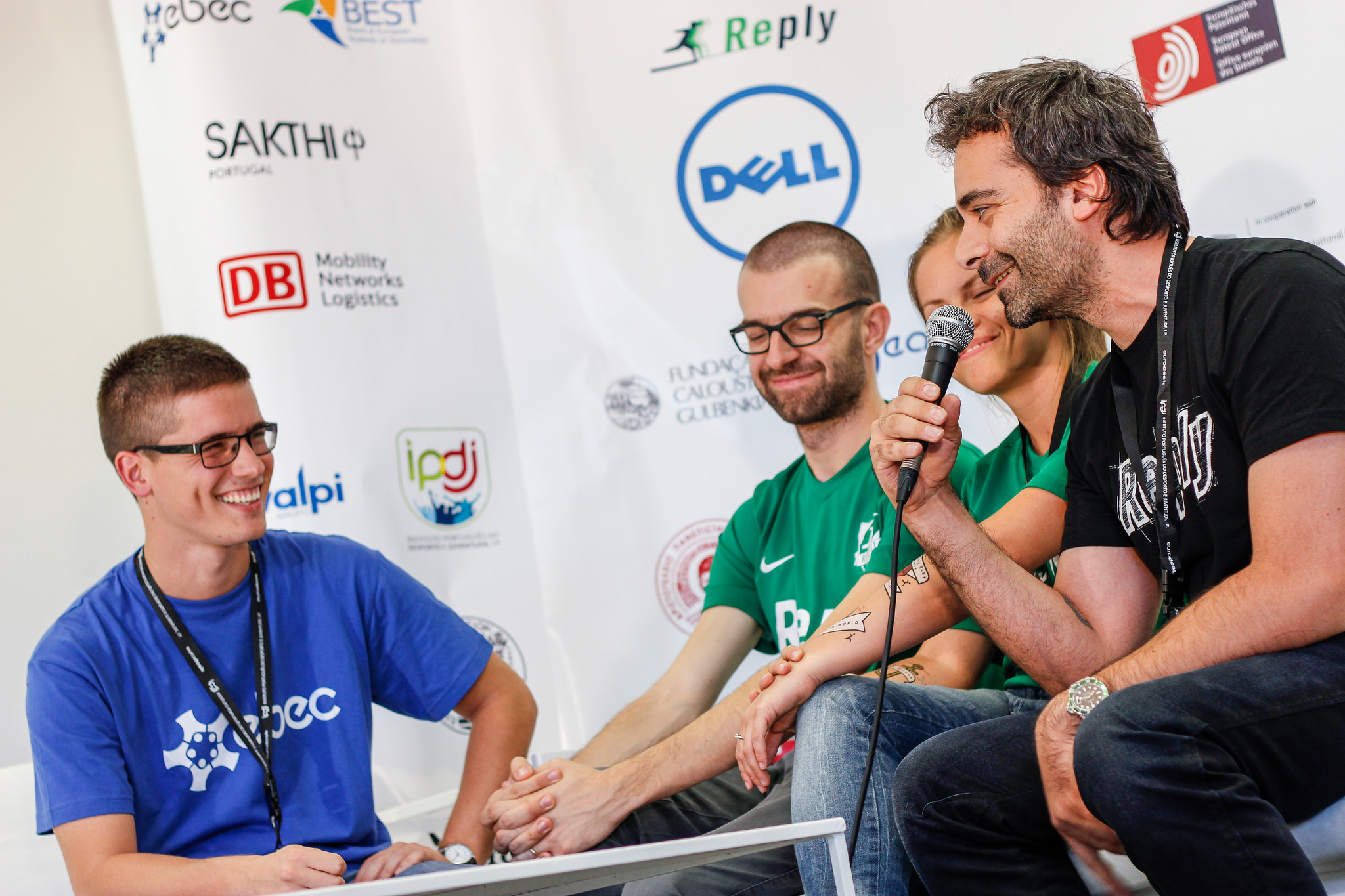
Interviewing Reply
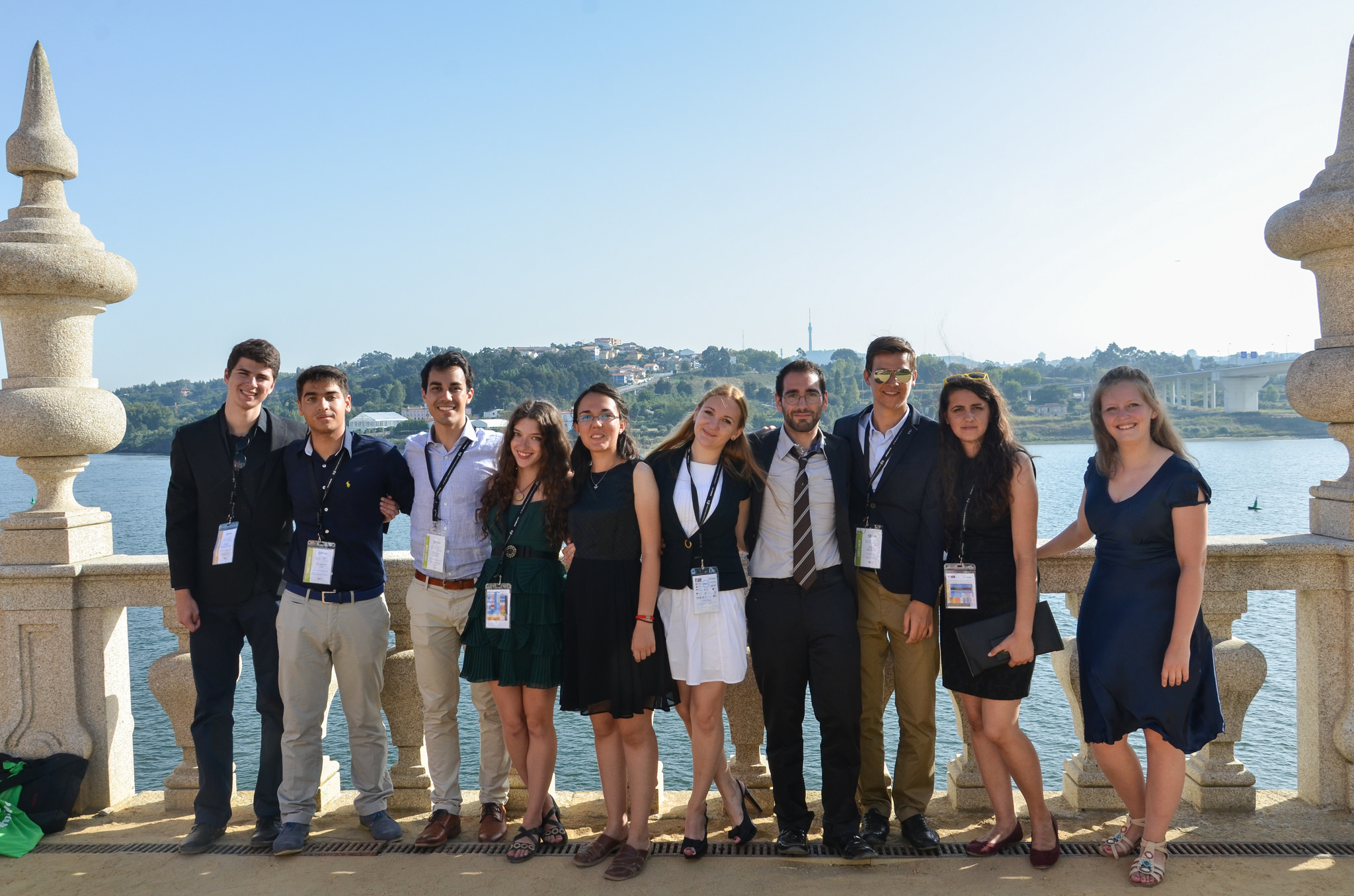
NRR Coordinators 2015
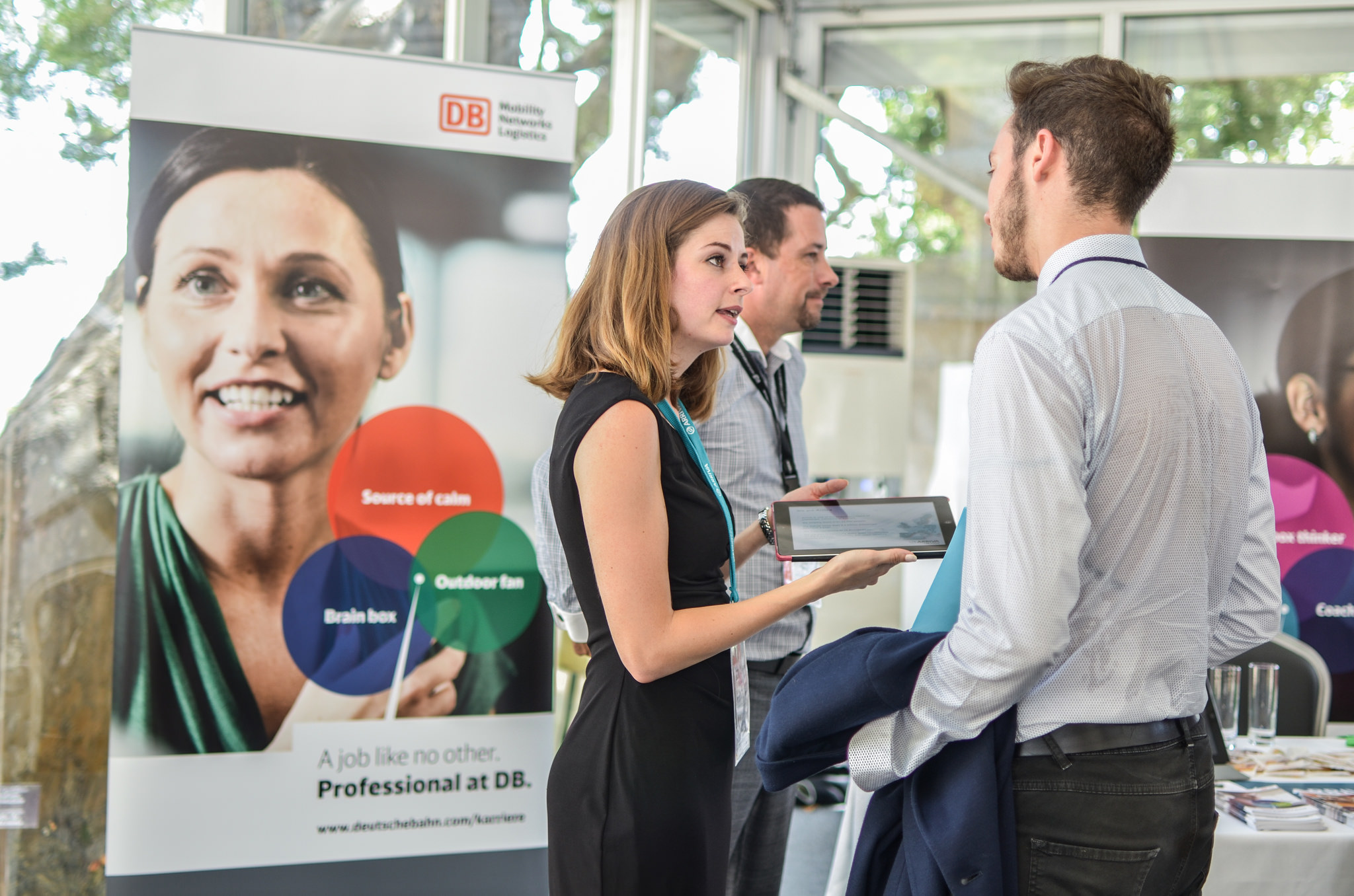
Job Fair 2015
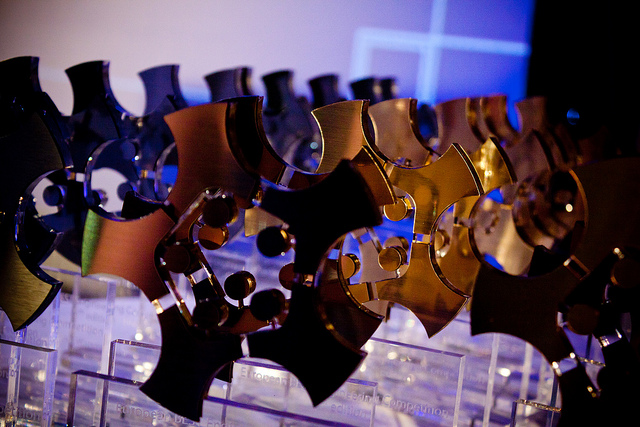
EBEC Awards
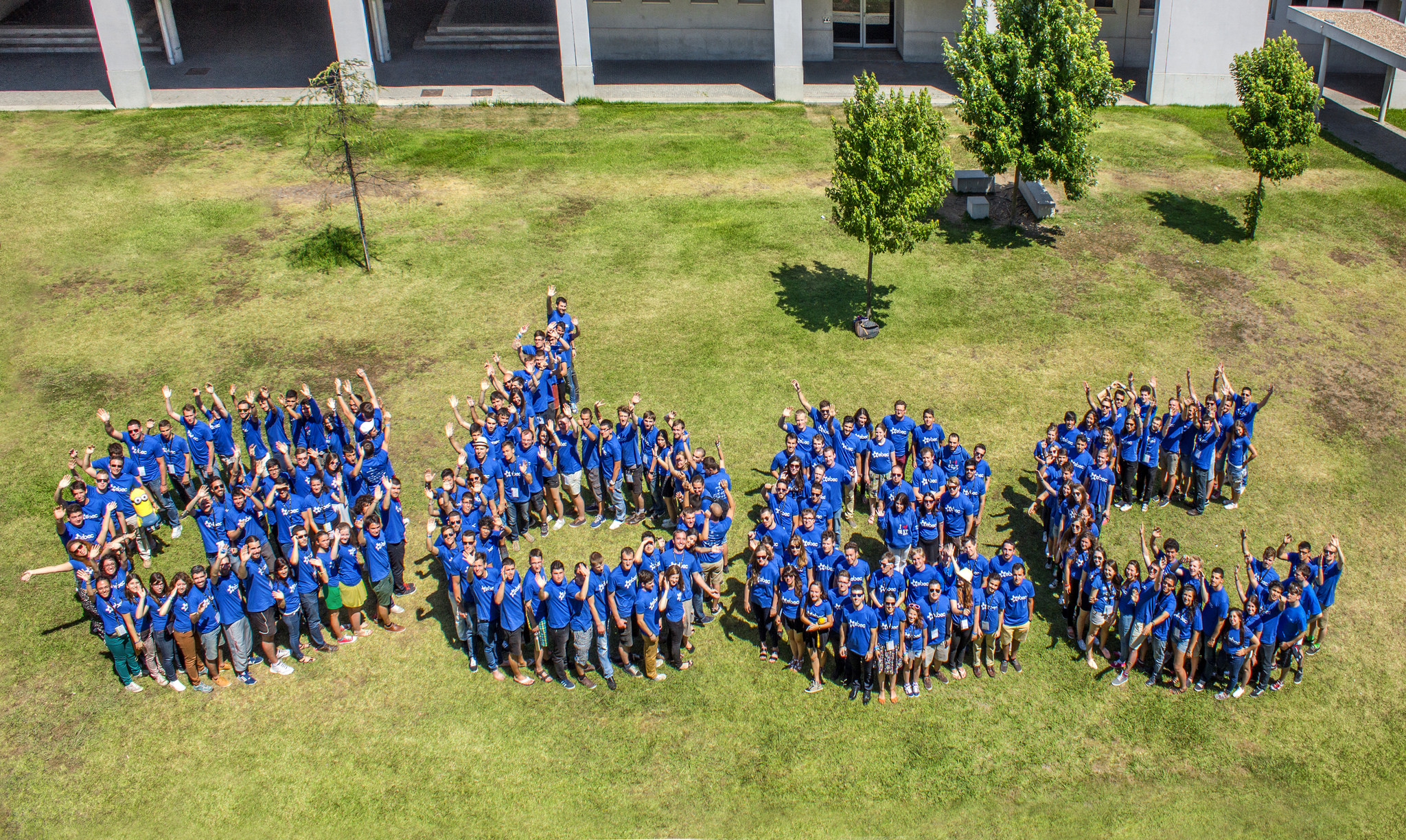
EBEC Group Picture